# Out in L.A.
Out in L.A. è una compilation dei Red Hot Chili Peppers, pubblicata nel 1994.

## Descrizione
Contiene versioni demo e dal vivo di brani provenienti dai loro primi cinque album in studio, e gli inediti "F.U.", "Blues for Meister", "Stranded", "Flea Fly", "What It Is" e "Deck the Halls".
Il titolo del disco è lo stesso della prima canzone registrata dal gruppo, scritta dal cantante Anthony Kiedis nel 1983, e dedicata alla vita nelle strade di Los Angeles. Il brano si trova anche nella lista tracce della raccolta, in versione demo.

## Tracce
1. Higher Ground (12" Vocal Mix) – 5:18
2. Hollywood (Africa) (Extended Dance Mix) – 6:33
3. If You Want Me to Stay (Pink Mustang Mix) – 7:03
4. Behind the Sun (Ben Grosse Remix) – 4:43
5. Castles Made of Sand (live) – 3:18
6. Special Secret Song Inside (live) – 3:12
7. F.U. (live) – 1:17
8. Get Up and Jump (demo version) – 2:37
9. Out in L.A. (demo version) – 1:56
10. Green Heaven (demo version) – 3:50
11. Police Helicopter (demo version) – 1:12
12. Nevermind (demo version) - 2:09
13. Sex Rap (demo version) – 1:35
14. Blues for Meister – 2:54
15. You Always Sing the Same – 0:19
16. Stranded – 0:24
17. Flea Fly – 0:39
18. What It Is – 4:03
19. Deck the Halls – 1:02

## Formazione
- Anthony Kiedis - voce
- Flea - basso
- Hillel Slovak - chitarra
- Jack Sherman - chitarra
- John Frusciante - chitarra
- Jack Irons - batteria
- Cliff Martinez - batteria
- Chad Smith - batteria